# 이관개방증
이관개방증(耳管開放症, patulous Eustachian tube)은 이관이 때때로 지속적으로 열리게 되는 신체 장애다. 증상으로 인해 자가공명(autophony) 을 경험하게 되는데 이는 자기말이 울림과 더불어 체내의 소리를 듣게 되는 현상이다. 심한 경우 환자의 모든 숨소리, 말소리, 삼키는 소리, 심장박동 소리등 정상인에게는 들리지 않는 소리가 환자에게는 머리 위에 양동이를 뒤집어 쓴 듯한 음향 효과(Bucket on the head effect)를 발생시키며 직접 고막을 진동시킨다.

## 증상
이관개방증 시 느껴지는 소리는 코가 막혔을 때의 소리와 비슷하다. 자기 자신의 목소리, 타인의 목소리까지 울리는 듯한 소리로 들린다. 증상이 심하면 자신의 소리가 울려들리기 때문에 음성 크기 피드백이 되지 않아 타인에게 들리는 자신의 목소리 크기를 알 수 없어 작게 말하게 된다. 또한, 이관이 열려 기관지의 용적이 늘어나 음성이 작아지게 된다. 또, 운동 후 숨소리가 커져 이명이 생길 수도 있다. 위와 같은 증상들은 눕거나 허리를 굽히면 일시적으로 증상이 완화되기도 한다.

## 진단
고막 진동이나 임피던스 검사를 통해 진단 할 수 있다. 이관개방증은 표면적 증상이 코막힘과 비슷하기 때문에 오진되어 충혈완화제가 처방되기도 하나 이는 이관을 말리게 하여 증상이 악화되게 한다. 또 다른 타 질병으로 오진되어 환기관 삽입술을 받게 되면 일상 활동에서도 심각한 감염의 위험을 초래할 수 있다.

## 원인
유발 원인은 다양하나 일반적으로는 체중 감소로 인해 발생한다. 체중이 감소하면 이관 주변 지방세포들의 크기가 줄어들어 이관이 열리는 경우가 발생하기 때문이다. 또한 임신도 이관개방증의 원인이 될 수 있다. 임신 기간 중 호르몬의 변화로 인해 호흡기의 표면 장력과 점액질 변화가 일어나 이관이 열리는 경우가 발생한다.

## 치료
외과 요법으로는 이관의 부피를 늘리는 방법이 있다.